# 미호요

중국 국외에서 사용하는 브랜드인 호요버스 브랜드 로고

미호요(miHoYo, 중국어: 米哈游)는 중화인민공화국 상하이에 본사를 둔 비디오 게임 개발 및 유통 회사이다. 2022년 이후 중국 국외를 대상으로 한 호요버스라는 브랜드를 출시했으며, 중국 국외에서는 호요버스 브랜드로 사업을 하고 있다. 본래 2012년 상하이 자오퉁 대학의 학생 3명이 설립한 미호요는 현재 4,000명의 직원을 두고 있다.
2020년에 출시된 오픈 월드 액션 롤플레잉 게임이자 가장 높은 수익을 올린 모바일 게임 중 하나인 원신의 개발사이며, 붕괴학원2와 붕괴3rd도 개발하였다. 2022년 기준 붕괴: 스타레일와 젠레스 존 제로를 개발하고 있다.

## 역사
미호요는 2012년 상하이 자오퉁 대학교 학생 3명이 애니메이션에 대한 사랑을 바탕으로 게임을 개발하기로 결정하면서 설립되었다. 1년 전에, 그 학생들은 FlyMe2TheMoon을 개발하였다.
미호요의 창립자 차이하오위, 류웨이, 뤄위하오는 상하이 자오퉁 대학의 동기이다. 2012년 2월, 아직 학생이었던 3명의 학생과 진즈청(靳志成)이 공동으로 미호요를 설립하였다. 그러나 회사가 설립된 지 한 달 후 진즈청은 시스코 차이나로부터 제안을 받았기 때문에 회사를 그만두었다. 수년 간의 개발 끝에 2017년 상반기에는 4억 4천만 위안의 순이익을 달성하였다.
현재 미호요가 파악한 주요 주주는 차이하오위로 이 회사 지분의 41.72%를 직간접적으로 통제하고 있다. 나머지 창업자 류웨이와 뤄위하오는 각각 이 회사의 2대, 3대 주주로서 이 회사 지분의 44.78%를 직간접적으로 통제하고 있다.
그들의 첫 번째 주목할 만한 타이틀은 2014년에 출시된 카와이헌터Z (이후 붕괴학원2로 개명)이다. 그 이후로, 그들은 주로 모바일 게이머들에게 어필하는 애니메이션 스타일의 게임들을 출시하는 데 성공하였다. 초기 타이틀의 대다수는 아시아 내에서 성공을 거두었지만 붕괴3rd가 출시되기 전까지는 세계적인 성과를 거두지 못하였다.
가장 인기 있는 게임은 2020년 9월에 출시된 원신이다.
가장 최근에 출시된 게임은 미해결사건부로 2021년 7월 전 세계에 출시되었으나 2020년부터 중국에서 출시되고 있다.
미호요는 2021년 9월 24일 중국 공산당 위원으로 공식 승진하였다.
2022년 2월 14일 호요버스라는 브랜드를 출시했으며, 중국 국외에서는 호요버스 브랜드로 사업을 하고 있다. 호요버스 브랜드 출시 이후 해외 사업은 전부 호요버스라는 브랜드로 게임을 출시하고 있으며, 이 시점에서 미호요 게임의 해외 퍼블리셔가 싱가포르에 있는 자회사인 코그노스피어라는 회사로 변경되었다. 코그노스피어코리아라는 코그노스피어의 한국 지사 또한 생겼다. 다만 본사 이름은 여전히 미호요이며, 중국 국내에서는 호요버스 브랜드를 사용하지 않고, 미호요 브랜드를 계속 사용한다.
2021년 10월 6일 붕괴: 스타레일 공개를 붕괴3rd 공식 유튜브에서 했다.
2022년 5월 13일 젠레스 존 제로를 대중들에게 공개를 했다.

## 주요 작품

### 게임
| 연도   | 제목           |
| ------ | -------------- |
| 2011   | FlyMe2theMoon  |
| 2012   | 붕괴학원       |
| 2014   | 붕괴학원2      |
| 2016   | 붕괴3rd        |
| 2020   | 원신           |
| 2021   | 미해결사건부   |
| 2023   | 붕괴: 스타레일 |
| 2024   | 젠레스 존 제로 |
| 개발중 | 프로젝트X      |

### 애니메이션
- 《발키리의 식탁》
- 《발칼리's 키친》
- 《인형학원》

### 코믹
- 《붕괴3》[13]

### HOYO-MiX
자사 음악 레이블인 HOYO-MiX 산하에서 제작되는 음악 역시 많은 공을 들여 현재 서비스중인 붕괴3rd와 원신 모두 매 버전마다 새로운 삽입곡을 선보이며, 버전 PV의 음악도 매번 곡이 다르다.
붕괴3rd의 OST는 애니메이션 이벤트가 발생하는 경우 보컬이 들어간 테마곡을 제작하고 있으며, 주심이나 사딩딩 등 중국 국내의 유명 보컬들 뿐만 아니라 코바야시 미카 등의 일본인 아티스트와도 협업을 한다.
원신의 OST는 각 모티브가 되는 나라의 명성높은 오케스트라와 협업하여 제작하고 있다. 몬드는 런던 필하모닉 오케스트라, 리월은 상하이 교향악단, 이나즈마는 도쿄 필하모니 오케스트라, 수메르는 런던 심포니 오케스트라 기용. 배경 지역의 전통 악기가 있으면 그 연주자들도 대거 초빙하는 것은 물론 경극 배우도 기용한다. 또한 이들의 공연 수록 영상이 포함된 PV도 업로드 하고 있다.
또한 n주년 콘서트를 매번 유튜브등의 플랫폼을 통해 개최하고 있으며, 여러 국적의 아티스트들이 세션을 한다

## 논란
2021년 4월 상하이 경찰은 칼로 무장한 남성을 체포하였다. 이 남성은 미호요 창립자를 암살할 계획이으며, 그는 붕괴3rd의 변경 사항에 대해 화를 냈다고 한다. 이는 미호요가 MYTH & ROID와의 협업의 일환으로 게임의 글로벌 버전이 독점적인 버니걸과 도박을 테마로 한 뮤직 비디오와 게임 스토리를 받았지만 중국 버전은 제공하지 않은 것에 대해 분노한 일부 중국 팬들의 반발을 겪은 후 나온 것이다. 중국 서버에서는 콘텐츠를 재생할 수 없고 중국을 제외한 다른 서버에 게시하였기 때문이다. 미호요는 이후 공개 사과를 발표하고 유튜브 채널에서 뮤직 비디오를 삭제하였다.